# Olimpiada Internacional de Química
La Olimpiada Internacional de Química (IChO por sus siglas en inglés), es una competencia académica anual para estudiantes de secundaria. Es una de las Olimpiadas Internacionales de Ciencias.

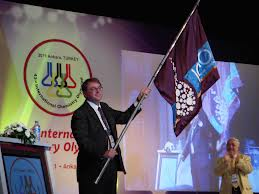
Bandera actual de la IChO

La primera IChO se celebró en Praga, Checoslovaquia, en 1968. El evento se ha celebrado cada año desde entonces, con la excepción de 1971. Las delegaciones que asistieron a los primeros eventos fueron en su mayoría países del antiguo Bloque Oriental y no fue hasta el año 1980, la 12.ª Olimpiada Internacional de Química, que el evento se llevó a cabo fuera del bloque en Austria.

## Historia
La idea de la Olimpiada Internacional de Química se desarrolló en la antigua Checoslovaquia en 1968. Fue diseñado con el objetivo de aumentar el número de contactos internacionales y el intercambio de información entre las naciones. Se enviaron invitaciones por el comité nacional de Checoslovaquia a todos los países socialistas, excepto Rumania. Sin embargo, en mayo de 1968, la relación entre Checoslovaquia y la Unión Soviética se convirtió tan delicada que sólo Polonia y Hungría participaron en la primera competición internacional. 
La primera Olimpiada Internacional de Química se llevó a cabo en Praga entre el 18 y el 21 de junio de 1968. Cada uno de los tres países participantes enviaron un equipo de seis alumnos y cuatro tareas teóricas debían ser resueltas. Directrices para las próximas competiciones ya se sugirieron. La segunda Olimpiada de Química se llevó a cabo en 1969 en Polonia y Bulgaria también participó. Cada equipo estaba formado por cinco alumnos, y se añadió un concurso experimental. Se tomó la decisión de invitar a los países más socialistas en concursos futuros, y para limitar el número de alumnos a cuatro. La tercera Olimpiada en 1970 se organizó en Hungría con la República Democrática Alemana, Rumania y la Unión Soviética como nuevos países. En esta competición, más de tres premios fueron distribuidos a los alumnos. 

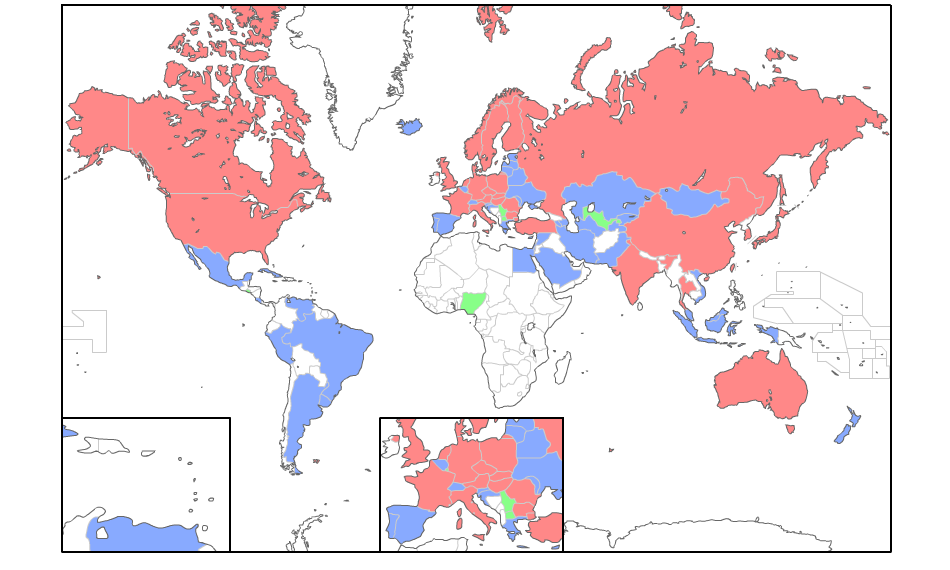
En color rojo, los países que han organizado las diferentes ediciones de la IChO. En azul y verde, el resto de países participantes.

No hubo Olimpiada celebrada en 1971, al final de la competición en 1970, un organizador y anfitrión de la próxima cita no pudieron ser acordados. Esto fue resuelto por los próximos tres años por la vía diplomática de acuerdo en la Unión Soviética para albergar 1972, Bulgaria en 1973, y Rumanía en 1974. El año de 1972 fue la primera vez en que se crearon las tareas de preparación para la Olimpiada Internacional de Química. También, en una sesión del jurado, se sugirió que las invitaciones deben ser enviados a Vietnam , Mongolia y Cuba. Lamentablemente, sin embargo, estas invitaciones no fueron enviados, dejando siete a competir en 1973. 
En 1974, Rumania invitó a Suecia y Yugoslavia a la Olimpiada en Bucarest y  Alemania y Austria enviado observadores. La República Federal de Alemania fue el primer país de la OTAN con un observador presente y sólo esto pudo ocurrir porque el gobierno Brandt tenía contratos en el Este. Así, en 1975, Alemania Occidental, Austria y Bélgica también participaron en la Olimpiada Internacional de Química. 
La primera Olimpiada en un país no socialista tuvo lugar de 1980 en Linz, en Austria, aunque la Unión Soviética no participó. Desde entonces el número de los países participantes ha aumentado constantemente. En 1980, sólo 13 naciones han participado pero este número aumentó a 21 por la 1984 Olimpiada de Frankfurt / Main. Con las revoluciones de 1989 y el desmembramiento de la Unión Soviética en estados independientes a principios de 1990, el número de participantes aumentó de nuevo. Además, el creciente interés de los países de Asia y América Latina se puso de manifiesto con el número de participantes.

## Estructura y reglas de la competencia

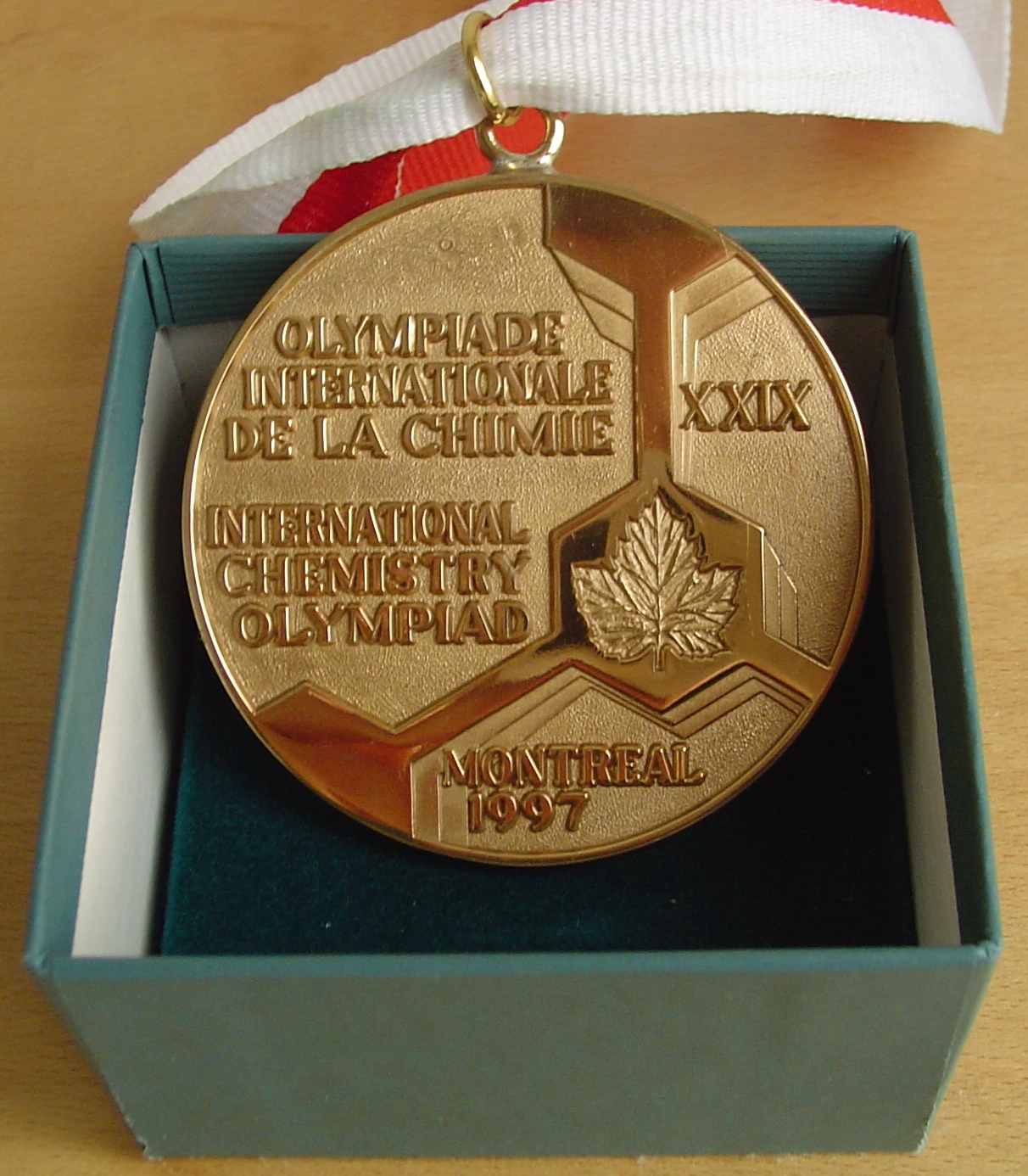
Una medalla de la IChO 29, celebrada en la ciudad de Montreal, Canadá

Cada delegación estará integrada por un máximo de cuatro estudiantes y dos mentores (uno de ellos es designado como el jefe de la delegación o "mentor principal"). Una delegación podrá también incluir un puñado de invitados y observadores científicos. Los estudiantes deben estar bajo la edad de 20 años y no deben estar matriculados como alumnos regulares en alguna institución de educación postsecundaria. El Centro de Información Internacional de la Olimpiada Internacional de Química se basa en Bratislava, Eslovaquia. 
Los países que deseen participar en el IChO deben enviar observadores a las dos olimpiadas consecutivas antes de que sus estudiantes puedan participar en el evento. Un total de 77 países participaron en la 45ª IChO: 73 como participantes y 4 en calidad de observadores.
El concurso consta de dos exámenes, un examen teórico y un examen práctico. Ambos tienen una duración de hasta 5 horas, y se celebran en días distintos con el examen práctico que suele ser antes del examen teórico. El examen teórico tiene un valor de 60 puntos y el examen práctico tiene un valor de 40 puntos. Cada examen se evalúa de forma independiente de la otra y la suma de los resultados de los exámenes determina el resultado global de un participante. Un jurado científico, que se instala por el país anfitrión, sugiere las tareas. El jurado internacional, formado por los 2 tutores de cada uno de los países participantes, analizan las pruebas de la competición y las traducen a la lengua de preferencia de sus estudiantes. 
Los estudiantes reciben los exámenes traducidos a su idioma de preferencia. Es deber de los mentores traducir los exámenes del inglés antes de que se les de a los participantes. Después de que los exámenes se llevan a cabo y son evaluados por un comité designado por el país anfitrión y antes de presentar los premios, los mentores discuten la evaluación de los exámenes con los jueces de la comisión para asegurar la equidad en su evaluación. Debido a que los mentores revisan los exámenes antes de que se les da a los participantes, cualquier comunicación entre los tutores y los estudiantes está estrictamente prohibido antes de la finalización de los dos exámenes, y se requiere que los estudiantes entreguen todos los teléfonos móviles y ordenadores portátiles al organizador.
El plan de estudios de la competencia contiene temas de diversas áreas de química, incluyendo química orgánica, química inorgánica,  fisicoquímica, química analítica, bioquímica y espectroscopia. Aunque la mayoría de estos temas están incluidos en la mayoría de los programas de química de la escuela secundaria, en su mayor parte, son evaluados en un nivel mucho más profundo y muchos podrían requerir un nivel de conocimiento y comprensión comparable a la de la educación postsecundaria. Además, el país anfitrión de cada IChO emite una serie de problemas de preparación con suficiente antelación a la competencia cada año. Estos problemas preparatorios cubren temas específicos en considerable más profundidad que la educación postsecundaria típica. La preparación para la Olimpiada Internacional de Química exige un alto nivel de comprensión e interés en química y una excelente capacidad de relacionar temas químicos entre sí, así como con el mundo práctico.

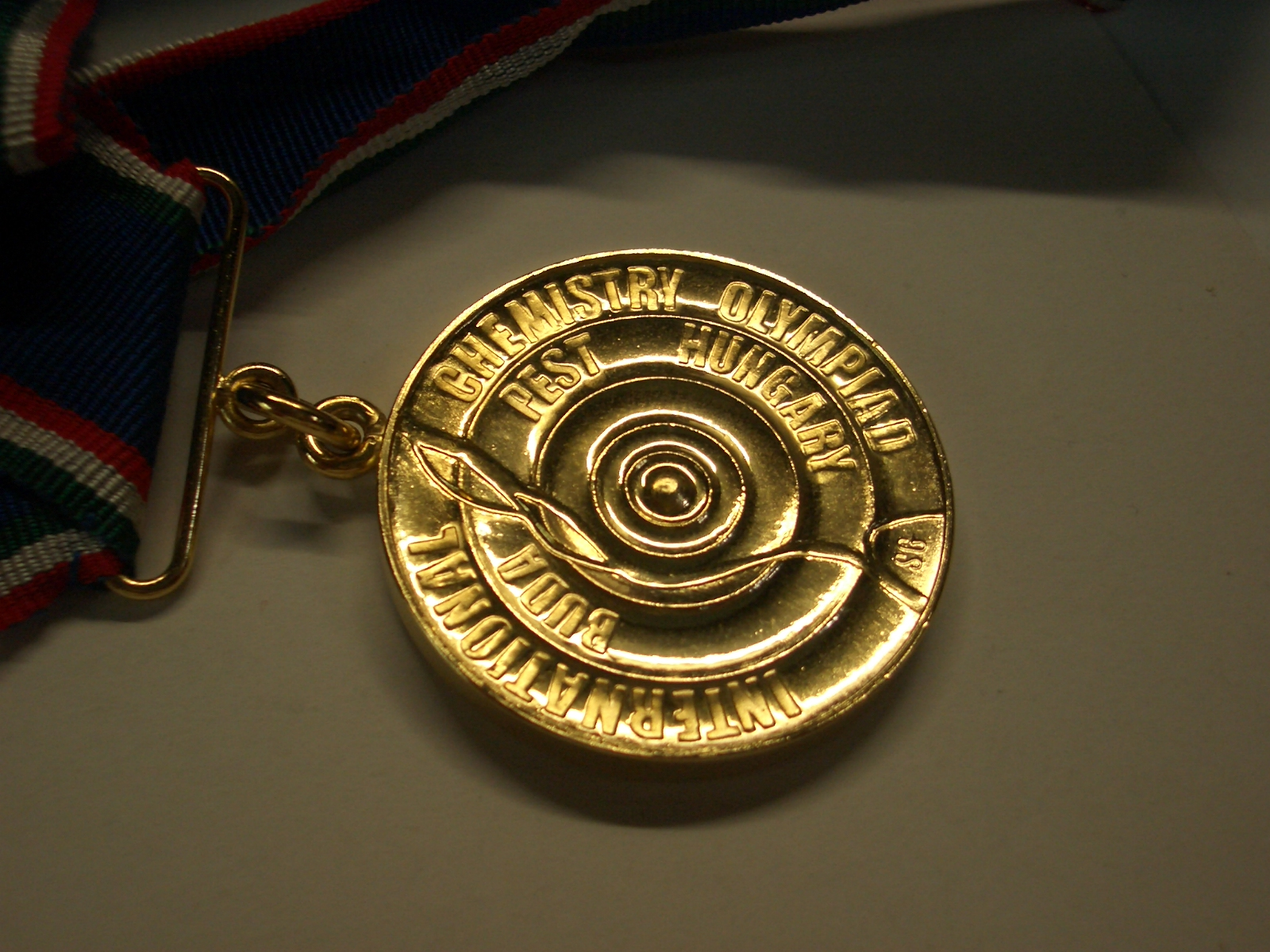
Una medalla de oro de la IChO 40

Todos los participantes se clasifican en función de sus puntuaciones individuales y no se dan como calificaciones de equipo. Las medallas de oro se otorgan a aproximadamente el 10% de los estudiantes, las medallas de plata se conceden a aproximadamente el próximo 20% de los alumnos, y medallas de bronce se otorgan aproximadamente al siguiente 30% de los estudiantes. El número exacto de medallas se decide sobre la revisión ciega de los resultados. Las menciones de honor se conceden al próximo top 10 de los participantes que no ganen una medalla. Un premio especial se le da al estudiante que logre la mayor puntuación global. Dos premios especiales independientes se dan a los estudiantes que obtienen la mejor puntuación en los exámenes teóricos y prácticos. De vez en cuando, otro premio especial se le da al estudiante con mejor puntuación también.
Estos eventos también son excelentes oportunidades para los estudiantes para conocer gente de todas partes del mundo que comparten intereses similares , para visitar diferentes lugares, y para entrar en contacto con diferentes culturas. Como los objetivos de la competencia establecen: 
Las competiciones IChO ayudan a mejorar las relaciones de amistad entre los jóvenes de diferentes países, que fomenten la cooperación y la comprensión internacionales.
La Primera Olimpíada Internacional de Química se realizó durante cuatro días en Praga, Checoslovaquia del 18 al 21 de junio de 1968. A las primeras olimpiadas acudieron únicamente delegaciones del antiguo bloque de países socialista del Este europeo hasta que Rumania hace la invitación a países del Oeste. No fue hasta la 12da. Olimpiada que se llevó a cabo en un país occidental en Austria en 1980. Se han realizado ininterrumpidamente cada año, a excepción de 1971, incrementándose cada año el número de delegaciones que llegan aproximadamente a 77.

## Programa de una Olimpiada
La Olimpiada es usualmente un evento de diez días celebrado en julio cada año . Para los estudiantes, sólo dos días se dedican por completo a la competencia. El documento práctico generalmente se realiza en un laboratorio durante cinco horas. El documento teórico se lleva a cabo uno o dos días más tarde, y es también un documento de cinco horas.

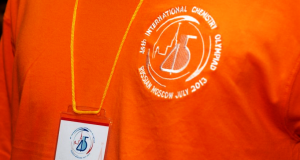
Vestimenta de un guía durante la IChO 45, celebrada en Moscú.

El tiempo restante se utiliza generalmente para las ceremonias, excursiones, actividades, compras y algo de tiempo libre. El anfitrión será responsable de todas las necesidades básicas que pueden incluir una toalla, paraguas, papel higiénico, etc. Usted puede esperar una buena hospitalidad del anfitrión. Después de todo, este es un evento internacional.
Una guía también será asignado a los estudiantes de cada nación, que conoce el idioma local del país anfitrión y también un idioma neutro como el inglés. Él o ella acompañará, asistirá y supervisará a los estudiantes desde la llegada hasta la salida. Todas las comunicaciones se cortaron (para estudiantes y mentores) durante la olimpiada para prevenir cualquier posibilidad de hacer trampa.

## Sedes

### Futuras
| Número | Ciudad             | País                         | Año           |
| ------ | ------------------ | ---------------------------- | ------------- |
| 50°    | Praga y Bratislava | República Checa y Eslovaquia | Julio de 2018 |
| 51°    | París              | Francia                      | Julio de 2019 |
| 52°    | Estambul           | Turquía                      | Julio de 2020 |
| 53°    | Osaka              | Japón                        | Julio de 2021 |

### Anteriores
| Número.               | Ciudad                        | País                          | Año                             |
| --------------------- | ----------------------------- | ----------------------------- | ------------------------------- |
| 49°                   | Bangkok                       | Tailandia                     | Julio de 2017                   |
| 48°                   | Tiflis                        | Georgia                       | 23 de julio-1 de agosto de 2016 |
| 47°                   | Bakú                          | Azerbaiyán                    | 20-29 de julio de 2015          |
| 46°                   | Hanói                         | Vietnam                       | 20-29 de julio de 2014          |
| 45°                   | Moscú                         | Rusia                         | Julio 15-24, 2013               |
| 44°                   | Washington D. C.              | Estados Unidos                | Julio 21–30, 2012               |
| 43°                   | Ankara                        | Turquía                       | 9-18 de julio de 2011           |
| 42°                   | Tokio                         | Japón                         | 19–28 de julio de 2010          |
| 41°                   | Cambridge                     | Reino Unido                   | 18-27 de julio de 2009          |
| 40°                   | Budapest                      | Hungría                       | 12-21 de julio de 2008          |
| 39°                   | Moscú                         | Rusia                         | 15–24 de julio de 2007          |
| 38°                   | Gyeongsan                     | Corea del Sur                 | 1-11 de julio de 2006           |
| 37°                   | Taipéi                        | Taiwán                        | 16-25 de julio de 2005          |
| 36°                   | Kiel                          | Alemania                      | 18-27 de julio de 2004          |
| 35°                   | Atenas                        | Grecia                        | 5-14 de julio de 2003           |
| 34°                   | Groninga                      | Países Bajos                  | 5-14 de julio de 2002           |
| 33°                   | Bombay                        | India                         | 6-15 de julio de 2001           |
| 32°                   | Copenhague                    | Dinamarca                     | 2-11 de julio de 2000           |
| 31°                   | Bangkok                       | Tailandia                     | Julio 4–11, 1999                |
| 30°                   | Melbourne                     | Australia                     | Julio 5–14, 1998                |
| 29°                   | Montreal                      | Canadá                        | 13-22 de julio de 1997          |
| 28°                   | Moscú                         | Rusia                         | 14-23 de julio de 1996          |
| 27°                   | Pekín                         | China                         | 13-20 de julio de 1995          |
| 26°                   | Oslo                          | Noruega                       | 3-11 de julio de 1994           |
| 25°                   | Perugia                       | Italia                        | 11-22 de julio de 1993          |
| 24°                   | Pittsburgh y Washington D. C. | Estados Unidos                | Julio 11–22, 1992               |
| 23°                   | Łódź                          | Polonia                       | Julio 7–15, 1991                |
| 22°                   | París                         | Francia                       | Julio 8–17, 1990                |
| 21°                   | Halle                         | República Democrática Alemana | Julio 2–10, 1989                |
| 20°                   | Espoo                         | Finlandia                     | Julio 2–9, 1988                 |
| 19°                   | Veszprém                      | Hungría                       | Julio 6–15, 1987                |
| 18°                   | Leiden                        | Países Bajos                  | Julio 6–15, 1986                |
| 17°                   | Bratislava                    | Checoslovaquia                | Julio 1–8, 1985                 |
| 16°                   | Fráncfort del Meno            | Alemania Occidental           | Julio 1–10, 1984                |
| 15°                   | Timişoara                     | Rumania                       | Julio 2–11, 1983                |
| 14°                   | Estocolmo                     | Suecia                        | Julio 3–12, 1982                |
| 13°                   | Burgas                        | Bulgaria                      | Julio 13–23, 1981               |
| 12°                   | Linz                          | Austria                       | Julio 13–23, 1980               |
| 11°                   | San Petersburgo               | Unión Soviética               | Julio 2–11, 1979                |
| 10°                   | Toruń                         | Polonia                       | Julio 3–13, 1978                |
| 9°                    | Bratislava                    | Checoslovaquia                | Julio 4–14, 1977                |
| 8°                    | Halle                         | República Democrática Alemana | Julio 10–19, 1976               |
| 7°                    | Veszprém                      | Hungría                       | Julio 1–10, 1975                |
| 6°                    | Bucarest                      | Rumania                       | Julio 1–10, 1974                |
| 5°                    | Sofía                         | Bulgaria                      | Julio 1–10, 1973                |
| 4°                    | Moscú                         | Unión Soviética               | Julio 1–10, 1972                |
| No se realizó en 1971 |                               |                               |                                 |
| 3°                    | Budapest                      | Hungría                       | Julio 1–5, 1970                 |
| 2°                    | Katowice                      | Polonia                       | Julio 16–20, 1969               |
| 1°                    | Praga                         | Checoslovaquia                | Julio 18–21, 1968               |